# Bolitoglossa borburata
La Salamandra costera (Bolitoglossa borburata) es una especie de salamandras en la familia Plethodontidae.
Es endémica del centro de Venezuela.
Su hábitat natural son los montanos húmedos tropicales o subtropicales. Cría en las bromeliáceas.